# HMS Lenox (1758)
HMS Lenox (Корабль Его Величества «Ленокс») — 74-пушечный линейный корабль третьего ранга. Второй корабль Королевского флота,
названный HMS Lenox. Четвертый линейный корабль типа Dublin. Относился к так называемым «обычным 74-пушечным кораблям», нёс на верхней орудийной палубе 18-фунтовые пушки. Заложен 8 апреля 1756 года. Спущен на воду 25 февраля 1758 года на королевской верфи в Чатеме. Закончен 26 мая 1758 года на той же
верфи.

## Служба
Первым командиром Lenox был капитан Роберт Джоселин. В качестве флагмана контр-адмирала сэра Самуэля Корниша Lenox был
отправлен в Ост-Индию для усиления эскадры вице-адмирала Джорджа Покока. Он прибыл на Ост-индийскую станцию в октябре 1759 года в составе эскадры из четырёх линейных кораблей.
В 1762 году Lenox принял участие в филиппинской кампания Семилетней войны 24 сентября — 6 октября 1762 года. 23 сентября флот прибыл в Манильский залив и высадил десант на берег. В Маниле имелось для обороны около пятисот солдат из Мехико и неизвестное число местных добровольцев. 10 октября, после перестрелки, в которой британцы потеряли 26 человек убитыми, а испанцы — 178 убитыми и ранеными, Манила сдалась. Во время этой операции экипаж Lenox потерь не понес.
В 1782 году Lenox, под командованием капитана Беннетта продолжил службу в качестве сторожевого корабля в Корке. Он оставался в строю до 1784 года, после чего был затоплен как волнорез. Однако затопленное судпо представляло угрозу для судоходства, а потому он был поднят в 1789 году и разобран.